# Ferdinando II Gonzaga
Ferdinando Gonzaga (Solferino, 28 agosto 1648 – Venezia, 11 febbraio 1723) è stato un nobile italiano, quinto e ultimo principe di Castiglione.

## Biografia

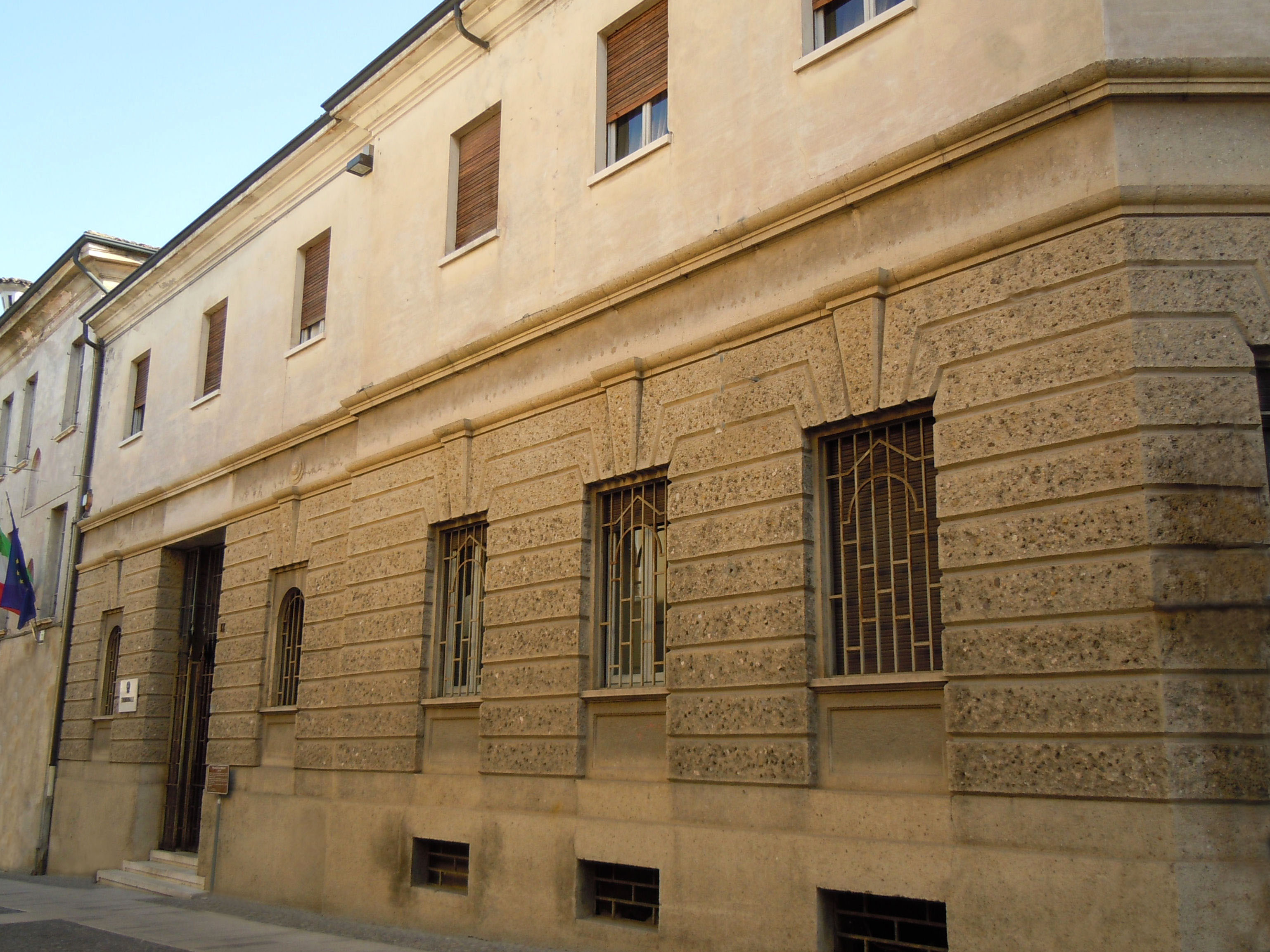
Castiglione delle Stiviere, Palazzo del Principe.

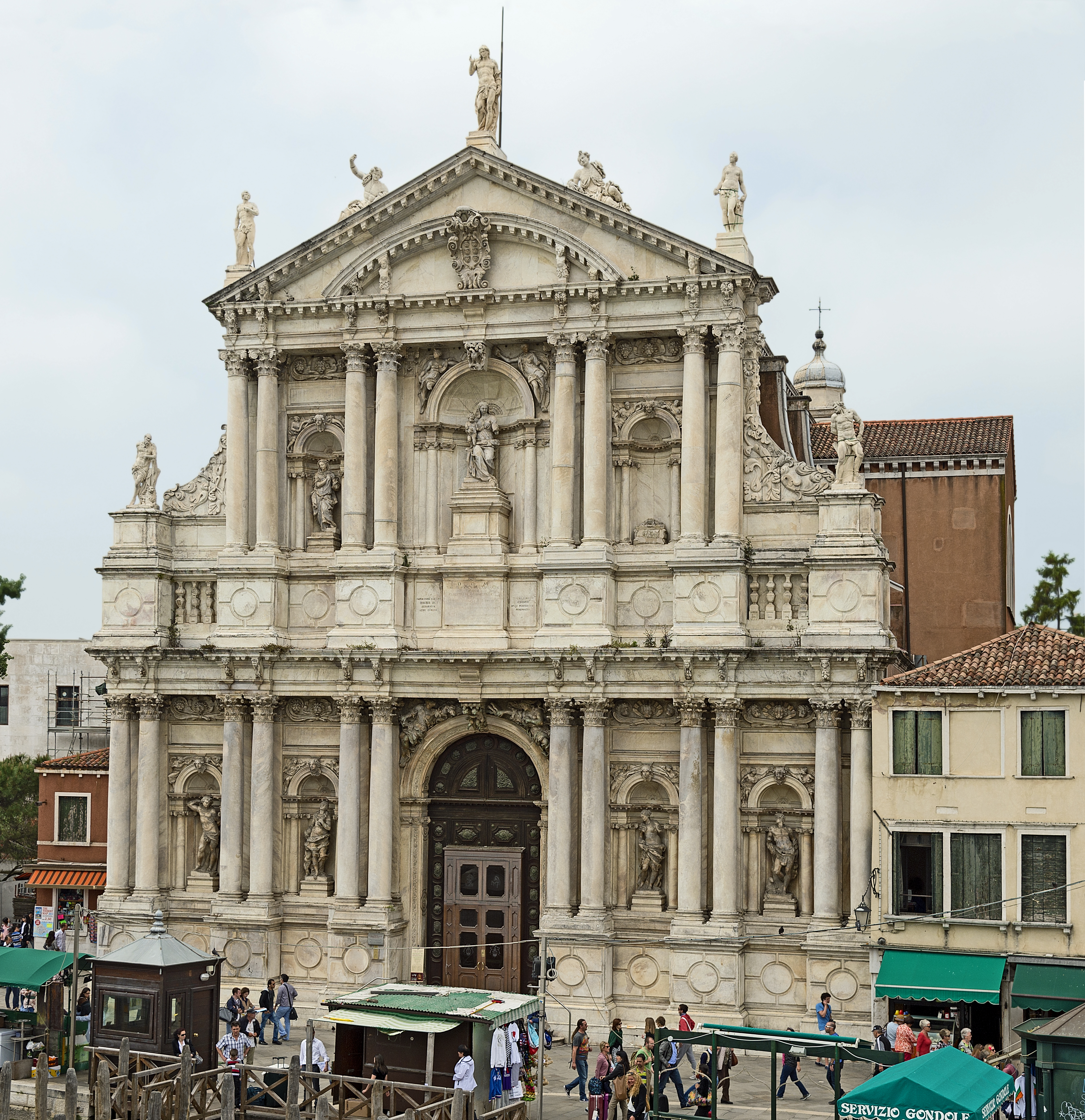
Venezia, Chiesa dei Carmelitani Scalzi

Figlio primogenito di Carlo Gonzaga e di Isabella Martinengo, Ferdinando II divenne quinto e ultimo principe di Castiglione e duca di Solferino alla morte del padre nel 1680.
Al suo insediamento proseguirono i dissidi, ereditati anch'essi dal padre, con le cugine Bibiana e Luigia, che si conclusero solo nel 1689.
Il 28 febbraio 1680 sposò Laura Pico della Mirandola (1660-1720), figlia di Alessandro II, che partecipò consenziente al tenore di vita assai dispendioso del marito. Per ripianare le casse vuote del principato Ferdinando impose ai sudditi una serie di aggravi e inasprì enormemente la pressione fiscale. Questo provocò l'opposizione soprattutto dei medolesi, che ritennero lesi i propri privilegi acquisiti dal tempo della permuta del loro territorio con Castel Goffredo. Gli abitanti si rivolsero pertanto al duca di Mantova, signore di Castel Goffredo, Ferdinando Carlo Gonzaga che vide nel dissidio un tornaconto personale. Il 12 marzo 1685 il duca, per mano del podestà di Castel Goffredo Giovan Battista Sartori, occupò militarmente Medole – azione atta a sanare una vecchia controversia per il possesso della strada che transitava davanti al Convento dell'Annunciata – e obbligò gli abitanti a fuggire verso Castiglione, dove si trovava Ferdinando barricato nel suo castello. La disputa fu risolta dal Governatore di Milano Juan Henriquez de Cabrera, Conte di Melgar, al quale aveva chiesto aiuto Francesco, figlio di Ferdinando.
Nel 1689 arrivò finalmente a conclusione la lunga controversia con le cugine.
Le continue angherie nei confronti dei sudditi sfociarono nei progetti del novembre e dicembre 1691 di uccidere Ferdinando e la sua famiglia, che rimasero asserragliati per lungo tempo nel loro castello. Ne seguì una feroce repressione. Per trovare una soluzione fu inviata a Castiglione dall'imperatore una delegazione di cavalieri. Lo stato di anarchia dei sudditi nei confronti di Ferdinando durò fino nel 1699, quando Milano decise di inviare duemila soldati spagnoli per ripristinare la legalità. Un'ennesima prova di forza contro il Gonzaga fu messa in atto nel 1700.
Nel frattempo le truppe francesi presero possesso di Castiglione e successivamente i tedeschi, nel 1701 che saccheggiarono e vessarono la città: Ferdinando riparò a Milano. Nel 1702 la zona fu nuovamente occupata da parte dei francesi fino nel 1706, anno in cui Castiglione fu bombardata dall'artiglieria tedesca. Il 21 gennaio 1707 il duca di Mantova Ferdinando Carlo fuggì a Venezia e fu raggiunto da Ferdinando II, sulle cui teste gravava l'accusa di fellonia. Il 13 marzo a Milano fu firmato il trattato che prevedeva la cessione del Monferrato dai Gonzaga ai Savoia e del ducato di Mantova sotto l'autorità dell'imperatore Giuseppe I.
Spogliato dei suoi beni, Ferdinando trascorse gli ultimi anni di vita nell'indigenza e fu costretto a chiedere dei prestiti alla Repubblica di Venezia per necessità. Morì l'11 febbraio 1723 e fu tumulato nella chiesa dei Carmelitani Scalzi.
Con l'uscita di scena di Ferdinando II terminò la sovranità dei Gonzaga su Castiglione durata per tre secoli.
Il pretendente sul principato Luigi III Gonzaga (1745-1819) firmò il 26 luglio 1773 la rinuncia ai diritti a favore dell'imperatrice Maria Teresa d'Austria e il principato di Castiglione, Medole e Solferino fu annesso a Mantova, già austriaca.

## Discendenza
Ferdinando e Laura ebbero quattro figli:
- Luigi II (1680-1746), visse in Spagna e sposò Anna Anguissola;
- Carlo (1682-1704);
- Francesco (1684-1758), visse in Spagna e sposò Elisabetta Ponce de Leon e successivamente Giulia Chiteria Caracciolo, principessa di Santobuono. Fu il primo duca di Solferino (nuovo titolo);
- Almerico (1687-1771), monaco camaldolese a Garda.

## Ascendenza
|                       |                  |                      | Genitori          |  |  | Nonni              |  |  | Bisnonni         |  |
|                       |                  |                      |                   |  |  | Cristierno Gonzaga |  |  | Ferrante Gonzaga |  |
|                       |                  |                      |                   |  |  | Cristierno Gonzaga |  |  | Ferrante Gonzaga |  |
|                       |                  | Marta Tana           |                   |  |  | Cristierno Gonzaga |  |  |                  |  |
| Carlo Gonzaga         |                  |                      |                   |  |  | Cristierno Gonzaga |  |  |                  |  |
|                       |                  | Marcella Malaspina   | Alfonso Malaspina |  |  |                    |  |  |                  |  |
|                       |                  | Marcella Malaspina   | Alfonso Malaspina |  |  |                    |  |  |                  |  |
|                       |                  | Marcella Malaspina   | Ginevra Marioni   |  |  |                    |  |  |                  |  |
| Ferdinando II Gonzaga |                  | Marcella Malaspina   |                   |  |  |                    |  |  |                  |  |
|                       | Lelio Martinengo | Giulio Martinengo    |                   |  |  |                    |  |  |                  |  |
|                       | Lelio Martinengo | Giulio Martinengo    |                   |  |  |                    |  |  |                  |  |
|                       | Lelio Martinengo | Grandilia Martinengo |                   |  |  |                    |  |  |                  |  |
| Isabella Martinengo   | Lelio Martinengo |                      |                   |  |  |                    |  |  |                  |  |
|                       |                  | Elena Furietti       | ...               |  |  |                    |  |  |                  |  |
|                       |                  | Elena Furietti       | ...               |  |  |                    |  |  |                  |  |
|                       |                  | Elena Furietti       | ...               |  |  |                    |  |  |                  |  |
|                       |                  | Elena Furietti       |                   |  |  |                    |  |  |                  |  |

## Pretendenti al principato di Castiglione
legittimi
- Luigi II (1680-1746), figlio di Ferdinando II;
- Leopoldo Gonzaga (1716-1760), figlio di Luigi II;
- Luigi III (Venezia, 1745 - Vienna, 10 settembre 1819), figlio di Leopoldo Gonzaga, sposò in Francia Elisabetta Costanza Rangoni (?-1832). Fu l'ultimo dei Gonzaga di Castiglione.

presunti
- Alessandro (1799-?), militare, sedicente principe di Castiglione discendente da Francesco Gonzaga, sposò nel 1841 a Londra Maria Elisabetta Coke